# Jieŋakjávrre, nedre
Jieŋakjávrre, enligt tidigare ortografi Jengakjaure, är en sjö i Arjeplogs kommun i Lappland och ingår i Piteälvens huvudavrinningsområde. Sjön har en area på 1,43 kvadratkilometer och ligger 984 meter över havet. Sjön avvattnas av vattendraget Jutsájåhkå.
Namnet Jieŋakjávrre har av tradition getts till två sjöar som endast ligger 200 meter ifrån varandra, men i sjöregister måste varje sjö behandlas separat. Normalt skulle den uppströms liggande sjön fått namnet Bajep Jieŋakjávrre, och den nedströms liggande sjön fått namnet Vuolep Jieŋakjávrre, då bajep/voulep betyder övre/nedre på lulesamiska. Så har inte skett i det här fallet.

## Delavrinningsområde
Jieŋakjávrre ingår i det delavrinningsområde (743165-154151) som SMHI kallar för Utloppet av Jengakjaure H.984. Medelhöjden är 1 082 meter över havet och ytan är 9,59 kvadratkilometer. Det finns ett avrinningsområde uppströms, och räknas det in blir den ackumulerade arean 25,8 kvadratkilometer. Jutsájåhkå som avvattnar avrinningsområdet har biflödesordning 1, vilket innebär att vattnet flödar genom totalt 1 vattendrag - Pite älv - innan det når havet efter 333 kilometer. Avrinningsområdet består mestadels av kalfjäll (84 procent). Avrinningsområdet har 1,52 kvadratkilometer vattenytor vilket ger det en sjöprocent på 15,8 procent.